# Парохијски дом
Парохијски дом је резиденција, или бивша резиденција, једног или више свештеника или свештеника одређене вере. Резиденције овог типа могу имати различите називе као што су парохијски двор или парохијско намесништво.

## Опис
Парохијски дом је обично у власништву и одржава се од стране цркве, као добробит за њено свештенство. Ова пракса постоји у многим деноминацијама због тенденције да се свештенство премешта из једне цркве у другу у релативно честим интервалима. Такође, у мањим срединама није увек доступан одговарајући смештај. Поред тога, такво пребивалиште се може обезбедити уместо плате, која се можда неће моћи обезбедити (нарочито у мањим општинама).
У католичким свештеничким кућама посебно може да живи неколико свештеника из једне парохије. Парохијски домови често служе као административна канцеларија локалне парохије, али и као резиденција. Обично се налазе поред, или барем близу, цркве коју њихов станар служи.
Делимично због опште конзервације цркава, многе свештеничке куће су преживеле и од историјског су значаја. У Уједињеном Краљевству, кућа свештенства Алфристон из 14. века била је прва имовина коју је купио Национални фонд. Купљена је у стању скоро рушевине 1896. за 10 фунти, а намесништво се много раније преселило на друго место.
У неким земљама у којима су парохијски домови често били прилично велики, многе од њих су сада цркве распродале и замениле их скромнијим имањима. Бројни парохијски домови су добили породице за коришћење као приватне куће. Друге су адаптиране као канцеларије или коришћене за различите грађанске функције.

## Галерија
- Парохијски дом храма Светог пророка Илије у Сијaринској бањи
- Монументални парохијски дом у Гацку
- Спомен-музеј Парохијског дома у Вранићу
- Улаз у парохијски дом поред Цркве Светог Саве у Џексону